# سيفيون سميث
سيفيون سميث (من مواليد 5 نوفمبر 1997) لاعب كرة قدم أمريكية محترف سابق. لعب كرة القدم الجامعية في جامعة ألاباما.

## بداياته
التحق سميث بمدرسة ليكوود الثانوية. انتقل إلى أكاديمية IMG بعد موسمه الثاني. في سنته الجامعية الثالثة، حقق 67 تدخلًا، و5 اعتراضات، و4 استعادة للكرة.
في سنته الأخيرة، حقق 43 تدخلًا، وصد تمريرة واحدة، وصد ركلة واحدة، وصد ثلاث أهداف ميدانية. حاز على جائزة أفضل لاعب في مدرسة ثانوية أمريكية من يو إس إيه توداي. واعتُبر لاعبًا واعدًا بأربع نجوم وفقًا لموقع Rivals.com.

## المسيرة الجامعية
حصل سميث على منحة دراسية لكرة القدم من جامعة ولاية لويزيانا. في عامه الأول، شارك في عشر مباريات كظهير خلفي احتياطي، محققًا أربع تدخلات وأربع تمريرات دفاعية.
التحق بكلية مجتمع ساحل الخليج في ميسيسيبي لموسم 2017. في سنته الثانية، شارك في 12 مباراة، محققًا 31 تدخلًا (واحدة منها خاسرة)، واعتراضين (إحداهما مُعادة لهبوط)، و6 تمريرات دفاعية (قاد الفريق)، و26 عودة لركلة البداية لمسافة 718 ياردة (بمتوسط 27.6 ياردة)، وهبوطًا واحدًا.
في عام 2018، لعب مع فريق ألاباما في سنته الثالثة، وشارك في 15 مباراة، منها 12 مباراة كأساسي، محققًا 60 تدخلًا، و3 اعتراضات (قاد الفريق)، و5 تمريرات دفاعية، وكرة متعثرة واحدة. أعاد تمريرة معترضة ليحقق هبوطًا لمسافة 38 ياردة ضد جامعة ولاية أركنساس. كما حقق 4 تدخلات واعتراضين ضد جامعة ميسوري. واجه صعوبة في الخسارة 44-16 أمام جامعة كليمسون في مباراة البطولة الوطنية، حيث سمح بثلاث استقبالات لمسافة 162 ياردة استقبال، وترك المباراة بسبب إصابة في الكاحل. أعلن عن اختياره في دوري كرة القدم الأمريكية (NFL Draft) قبل بداية موسمه الأخير في 12 يناير 2019.

## المسيرة المهنية

### جاكسونفيل جاغوارز
تعاقد جاكسونفيل جاغوارز مع سميث كلاعب حر غير مُختار بعد اختياره في درافت دوري كرة القدم الأمريكية لعام 2019 في 27 أبريل، بعد أن تم استبعاده بسبب ركضه لمسافة 40 ياردة في مسابقة NFL Scouting Combine. وتم الاستغناء عنه في 30 أغسطس.

### هيوستن رافنكس
في عام 2020، تم اختياره في مشروع XFL التكميلي من قبل فريق هيوستن رافنيكس. كان لديه 8 تدخلات وتمريرة واحدة دفاعية في أول مباراتين. تم إعلانه غير نشط في المباريات الثلاث الأخيرة من الموسم. في مارس، وسط جائحة كوفيد-19، أعلن الدوري أنه سيلغى بقية الموسم. في أبريل، أوقفت XFL العمليات وتقدمت بطلب إفلاس.

### دالاس كاوبويز
في 10 أبريل 2020، تم التعاقد معه كلاعب حر من قبل فريق دالاس كاوبويز. في 1 أغسطس، تم وضعه على قائمة الاحتياط/ كوفيد-19، وتم تفعيله بعد ثمانية أيام. تم التنازل عنه في 5 سبتمبر 2020 وتم التعاقد معه في فريق التدريب في اليوم التالي. في 26 سبتمبر، تمت ترقيته إلى القائمة النشطة ليحل محل المصاب شيدوبي أووزي. تم التنازل عنه في 20 أكتوبر، وتم إعادة التعاقد معه في فريق التدريب بعد يومين. تمت ترقيته إلى القائمة النشطة في 31 أكتوبر و7 نوفمبر و8 ديسمبر و12 ديسمبر لمباريات الفريق في الأسابيع 8 و9 و13 و14 ضد فيلادلفيا إيجلز وبيتسبرغ ستيلرز وبالتيمور رافينز وسينسيناتي بنغالز، وعاد إلى فريق التدريب بعد كل مباراة. في 19 ديسمبر 2020، تم وضعه في قائمة فريق التدريب/المصابين. في 4 يناير 2021، وقع عقد احتياطي/مستقبلي. في 5 مايو 2021، تم التنازل عنه بعد أن استخدم فريق كاوبويز ثمانية من اختياراتهم الـ11 في مسودة اتحاد كرة القدم الأميركي لعام 2021 على اللاعبين الدفاعيين.

### سياتل سي هوكس
في 6 مايو 2021، تم التنازل عن سميث من قبل فريق سياتل سي هوكس. وتم التنازل عنه في 26 يوليو 2021.

### دنفر برونكوس
في 3 أغسطس 2021، وقع سميث مع فريق دنفر برونكوس. وتم التنازل عنه في 31 أغسطس 2021 ثم عاد إلى فريق التدريب. وتم إطلاق سراحه في 26 أكتوبر.

### سان فرانسيسكو 49ers
في 11 نوفمبر 2021، وقع سميث مع فريق سان فرانسيسكو 49ers. تمت ترقيته إلى القائمة النشطة في 11 ديسمبر. بعد المشاركة في مباراة الفريق في الأسبوع 14 ضد فريق سينسيناتي بنغالز في 12 ديسمبر، تم التنازل عنه في 13 ديسمبر.

### ديترويت ليونز
في 14 ديسمبر 2021، تم استيلاء فريق ديترويت ليونز على سميث من خلال التنازلات. تم إطلاق سراحه في 6 يناير 2022 وأعيد توقيعه مع فريق التدريب. وقع عقد احتياطي / مستقبلي مع فريق ليونز في 10 يناير.
في 30 أغسطس 2022، تم التنازل عن سميث من قبل فريق ليونز وتم التوقيع معه في فريق التدريب في اليوم التالي. تمت ترقيته إلى القائمة النشطة في 8 أكتوبر. في المباراة ضد فريق نيو إنجلاند باتريوتس في 9 أكتوبر، تعرض لإصابة أثناء المسرحية الدفاعية الثانية من المباراة، وتم إخراجه من الملعب في سيارة إسعاف. في 19 أكتوبر تم وضعه في فريق التدريب/قائمة المصابين، وفي 26 أكتوبر أفيد أنه سيخضع لعملية جراحية في الرقبة وسيغيب عن بقية الموسم.
تم إعادة توقيع عقد سميث مع فريق ليونز في 17 أبريل 2023. وتم التنازل عنه في 23 أغسطس.

## روابط خارجية
- Saivion Smith على موقع مرجع كرة القدم المحترفة.كوم (الإنجليزية)